# Eberhard Savary

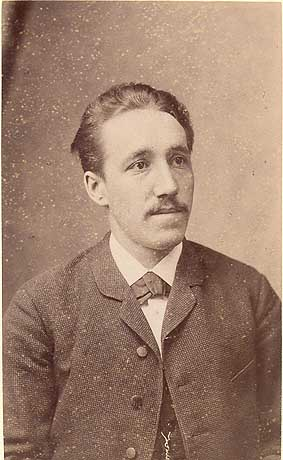
Eberhard Savary

Eberhard Savary (* 12. April 1863 in Beatenthal bei Wolmar, Gouvernement Livland, Russisches Kaiserreich; † 22. Mai 1919 in Riga, Lettische SPR), mit vollem Namen Hermann August Eberhard Savary, lettisch Eberhards Savarijs, Eberhards Zāvari oder Eberhards Safari, war ein deutsch-baltischer Pastor. Er gilt als evangelisch-lutherischer Märtyrer und ist auf dem Rigaer Märtyrerstein verzeichnet.
Die Datumsangaben in diesem Artikel richten sich, wenn nicht anders angegeben, für den Zeitraum bis 1918 nach dem julianischen Kalender.

## Leben

### Herkunft und Familie
Eberhard Savary war ein Sohn des Landwirts August Carl Maximilian Savary (1821–1886) und Mathilde, geborene Stark (1830–1916); er hatte zahlreiche Geschwister. Eine Schwester hieß Emilie Auguste Charlotte Savary (1861–1945, verheiratete Hasselblatt).
Am 22. August 1889 heiratete Eberhard Savary in Kamby Bertha Pauline Johanna Hasselblatt (1868–1946), eine Tochter des Propstes Eduard Hasselblatt. Sie hatten mindestens fünf Söhne, darunter Herbert August Arnold Savary (* 4. Oktober 1890 in Ascheraden bei Kokenhusen, † 15. November 1960 in Soltau, Bankdirektor, verheiratet mit Gabriele von Renteln), die späteren Pastoren Eduard Johannes Savary (* 25. März 1893 in Ascheraden; † 27. März 1962 in Rothenburg ob der Tauber) und Richard August Savary (* 19. April 1896 in Ascheraden; † 6. August 1956 in Dielmissen/Bodenwerder), der zeitweilig auch Schulleiter war und der Arzt Erich August Savary (*  2. Oktober 1899 in Ascheraden, † 12. Juni 1945 in Soldin, verheiratet am 27. Februar 1941 in Posen mit Erika  von Knorring).

### Werdegang
Eberhard Savary wuchs in bescheidenen Verhältnissen auf, die von der Familie aber ungewöhnlicherweise positiv bewertet wurden. Dies formte Savary zu einem bescheidenen und ehrlichen Menschen. Aufgrund seines Glaubens war er auch sehr friedlich. Mit diesem Wesen erwarb er sich stets die Zuneigung seines Umfeldes.
Von 1875 bis 1878 besuchte er die Bergmannsche Privat-Knabenschule in Doblen, 1878 bis 1882 das Gouvernements-Gymnasium in Riga, das er mit dem Abitur abschloss.
Er wurde nach seinem 1882 bis 1887 betriebenen Theologiestudium an der Kaiserlichen Universität Dorpat, das er als graduierter Student abschloss, und einer Prüfung im livländischen evangelisch-lutherischen Konsistorium am 25. oder 26. Oktober 1887 und seinem Probejahr, das er von 1887 bis 1888 bei Pastor Walter in Kremon (Livland) absolvierte, am 13. März 1888 in Riga von Generalsuperintendent Girgensohn ordiniert. Seit dem 9. September 1883 war er Mitglied des Theologischen Vereins zu Dorpat.
1889 wollten gleich zwei lettische Gemeinden ihn als Pastor einstellen. Die eine Gemeinde war die von Tirsen (heute Teil der politischen Gemeinde Gulbene), in der er 1888 für kurze Zeit Adjunkt gewesen war. Die andere war die von Ascheraden, welche einen Pastor suchte, weil der vorherige Pfarrer, Pastor Harf, von den Behörden des Russischen Kaiserreichs verbannt worden war. Dort war Savary 1888 bis 1889 für ein halbes Jahr Pastor-Vikar gewesen. Diese Situation war äußerst ungewöhnlich, da die Zeit von einem ausgeprägten Nationalismus geprägt war, der zwischen der deutsch-baltischen und der lettischen Ethnie stand. Dass dennoch gleich zwei lettische Gemeinden versuchten, den Deutsch-Balten Savary für sich zu gewinnen, sagt daher einiges über seine Persönlichkeit aus.
Der Gemeinde von Ascheraden gelang es schließlich, Savary einzustellen. Dieser hielt Gottesdienste in lettischer und deutscher Sprache.

### Amtsführung
Eberhard Savary konzentrierte sich auf seine Arbeit allein für die Ascheradener Gemeinde. Nebentätigkeiten vermied er.
Dennoch war er neben seiner geistlichen Tätigkeit, ebenso wie der 1905 ermordete Pastor Karl Schilling, der 1906 ermordete Propst Ludwig Zimmermann, die 1919 von Bolschewiki hingerichteten Geistlichen Hans Bielenstein, Alexander Bernewitz, Xaver Marnitz, Arnold von Rutkowski, Paul Fromhold-Treu, Christoph Strautmann, Karl Schlau, Eugen Scheuermann und Wilhelm Gilbert und wie die Pastoren Gustav Cleemann und Erwin Gross, die an den Folgen ihrer Gefangenschaft bei den Bolschewiki starben, ordentliches Mitglied der Lettisch-Literärischen Gesellschaft, die sich der Erforschung der lettischen Sprache, Folklore und Kultur widmete. Diese Gesellschaft wurde überwiegend von deutsch-baltischen Pastoren und Intellektuellen getragen. Für die Letten selbst war eine höhere Bildung zur Zeit der kaiserlich-russischen Vorherrschaft noch kaum zugänglich, ihre Kultur führte ein Schattendasein.
Savary arbeitete still und zäh und erneuerte die Struktur seiner Gemeinde. Ein Neubau des alten und baufälligen Kirchengebäudes hätte im Rahmen des damaligen Staatskirchentums von der Genehmigung des russisch-orthodoxen Bischofs abgehangen. Die Kirche konnte also nur renoviert werden, was aber de facto zu einem Neubau wurde. Die Finanzierung dafür warb Savary in unermüdlicher Arbeit bei seiner eigenen Gemeinde ein, deren Möglichkeiten in dieser Hinsicht sehr begrenzt waren. Dank seiner Bemühungen erhielt die Kirche eine neue Orgel und kunstvolle neue Fenster. Auch die Instandsetzung des maroden Kirchhofs ging auf seine Bemühungen zurück. Seine Freizeit verbrachte er gerne dort.
Er diente seiner Gemeinde mit sorgfältig vorbereiteten Predigten und gewissenhaft wahrgenommener Seelsorge. Savary gehörte zu den ersten Landpastoren, die Bibelstunden einführten. Auch ein Kirchenchor ist auf seine Initiative zurückzuführen.

### Russische Revolution von 1905
Während der Russischen Revolution von 1905, am 5. Juni 1905, dem ersten Pfingsttag, verlief der von Savary geleitete Gottesdienst in Ascheraden zunächst ruhig. Auch die Predigt blieb ungestört. Als aber das Gebet folgen sollte, dass die Fürbitte für den Zaren beinhaltete, zogen drei fremde Revolutionäre, die zur Kanzel vorgedrungen waren, Revolver und riefen: „Nost ar Kaisaru, nost ar patwaldibu.“ („Fort mit dem Kaiser, fort mit der Autokratie.“) Zahlreiche ebenso bewaffnete Männer schlossen sich dem Protest an, der Gottesdienst konnte nicht fortgesetzt werden. Die Revolutionäre bedrohten die Gemeinde, die daraufhin aus der Kirche floh, teilweise durch aufgebrochene Fenster.
Über die weiteren Ereignisse dieses Tages ist uneinheitlich berichtet worden: Nach einer Version wollten die Revolutionäre Savary zwingen, ihnen mit einer roten Fahne voranzuschreiten. Als er sich deutlich weigerte, wurde er misshandelt und in einen Sack gesteckt. Nach der anderen Version gelang es Gemeindemitgliedern, Savary zu seinem Schutz zu umringen und nach Hause zu geleiten. Außerhalb der Kirche wurden nach dem so unterbrochenen Gottesdienst Reden gegen die Autokratie, die Einberufung von Reservisten und die staatliche Verwaltung der Volksschulen gehalten. Es wurden revolutionäre Lieder gesungen, mit roten Fahnen demonstriert und Geld für die Beschaffung von Waffen gesammelt. Savary gegenüber gaben die Revolutionäre bekannt, sie hätten den Gottesdienst nicht stören, sondern nur das Gebet für den Zaren verhindern wollen. Ein dritter Bericht besagt, dass der Anführer der Revolutionäre die Gemeinde fragte, ob sie Savary als Pastor behalten wollte, was diese ausnahmslos bejahte, woraufhin die Revolutionäre abzogen.
Landrat M. von Sivers, der Besitzer von Schloss Römershof, erfuhr noch am Morgen von der Demonstration in der Kirche. Er begab sich mit seinem Verwalter und weiteren Angestellten an den Ort des Geschehens, um Gewaltakte zu verhindern. Da die Kirche etwa 6,4 km vom Schloss entfernt lag, kam dieses Eingreifen zu spät, um die Störung des Gottesdienstes zu verhindern. Es kam auch zu keinem Eingreifen der Polizei, da diese nach Kokenhusen abberufen worden war, um dort Demonstrationen zu verhindern.
Zu ähnlichen Vorfällen kam es in Sissigal bei Pastor Lange aus Sunzel, in Nitau bei Pastor Karl Schilling, der noch im selben Jahr getötet wurde, und in Lennewarden bei Propst Ludwig Zimmermann, der später Schilling beerdigte und die Nitauer Kirche neu einweihte und wohl auch aufgrund seiner bei diesen Anlässen geäußerten Haltung zu den Revolutionären 1906 getötet wurde.
Aufgrund der klaren Haltung der Gemeinde kam es zu keinen weiteren Störungen des Gottesdienstes; zunächst kam es auch zu keinen weiteren Übergriffen gegen Savary, und er versah weiterhin sein Amt in Ascheraden. Als die Bewegung gegen die Landpastoren im Rahmen der Revolution aber in Kurland neu aufflammte und auf Südlivland übergriff, erhielten etliche Pastoren des Rigaer Kreises Drohbriefe, so auch Savary. Am 30. April 1906 kam es zu einer erneuten Störung des Gottesdienstes. Diesmal wurde Militär gegen Ruhestörer und Verteiler von Flugblättern eingesetzt. Savary freundlich gesinnte Gemeindemitglieder sahen ihn und seine Familie nun in Gefahr, da sie ihn auf seinen Fahrten durch abgelegene Waldgebiete nicht mehr schützen konnten, und rieten ihm, zumindest zeitweilig die Gemeinde zu verlassen. Widerwillig folgte er im Mai diesem Rat. Während der weitergehenden revolutionären Unruhen konnte Savary an wechselnden Orten für begrenzte Zeit als Pastor arbeiten. So wurde er vom 14. November 1906 bis zum 16. Januar 1907 in den Kirchenbüchern des Kirchspiels Roschyschtsche in Wolhynien als ausführender Pastor erwähnt.

### Vorkriegszeit und Erster Weltkrieg
Nach der Niederschlagung der Revolution ging Eberhard Savary im Jahre 1907 wieder nach Ascheraden.
Zu Savarys 25-jährigem Amtsjubiläum am 13. März 1913 sprach der Sprengelspropst Xaver Marnitz. Savary selbst äußerte, er sei ursprünglich gegen seinen Willen in diese Gemeinde gekommen und habe auch nach seiner vorübergehenden Abwesenheit nicht zurückkehren wollen, sei aber nun der Ansicht, es sei alles so gekommen, wie es sollte.
Während des Ersten Weltkrieges, vor dem 18. Dezember 1914, spendete er zehn Rubel für die Rigaer Sanitäts-Kolonne des Roten Kreuzes Nr. 24.
Im Sommer 1915 musste Savary seine Gemeinde wieder verlassen. Das Kirchspiel, das an der Düna lag, wurde von der russischen Armee vollständig evakuiert, als die deutschen Streitkräfte sich näherten. Savary ging als Letzter und übernahm die Amtsgeschäfte des erkrankten Pastors von Loddiger.
Auch von hier musste er wenig später fliehen, diesmal vor den russischen Soldaten, die sich im ungeordneten Rückzug befanden. In der deutschen Besatzungszeit, die vorübergehende Stabilität brachte, kehrte Savary sobald möglich nach Loddiger zurück. Auch diese Gemeinde konnte der Pastor schnell für sich gewinnen. Die Kirche war entweiht und beschmutzt worden, Savary konnte sie aber notdürftig wiederherstellen. Die Gemeinde hatte sehr unter marodierenden russischen Soldaten und der ersten Vorherrschaft der Bolschewiki, die sich vor dem Einmarsch der deutschen Truppen herausbilden konnte, gelitten. Savary riet ihr:

„Vergebt, vergesst, begrabt allen alten Groll.“

### Gefangennahme und Hinrichtung
Die deutsche Armee wurde im Dezember 1918 abgezogen; nun tobte der Lettische Unabhängigkeitskrieg. Eberhard Savary war besorgt. Er fragte sich, ob er bei seiner Gemeinde bleiben oder fliehen solle. Er suchte die Antwort vergeblich im Gebet. Ihm wurde in dieser Zeit angetragen, ein Paar zu verheiraten. Der Hochzeitstermin fiel auf die Zeit, für die angenommen wurde, dass die Bolschewiki dann schon in Loddiger einmarschiert sein werden. Savary sah darin ein Zeichen Gottes: Offenbar sollte er bleiben. Er verweilte also in Loddiger und freute sich darüber, vielen Menschen in einer schweren Zeit Rückhalt und christliche Hoffnung vermitteln zu können.
An Neujahr 1919 predigte Savary über Ps 37,5 : „Er wird es wohl machen“, ein Bibelwort, das aussagt, dass die Führung Gottes letzten Endes zu einem guten Ausgang im Sinne des ewigen Lebens führen werde. Der Vers sollte ihm in der folgenden Zeit eine besondere Stütze werden. Oskar Schabert sieht es in seinem Baltischen Märtyrerbuch (siehe Kapitel „Literatur“) auch als tröstendes Motto des späteren Martyriums Savarys.

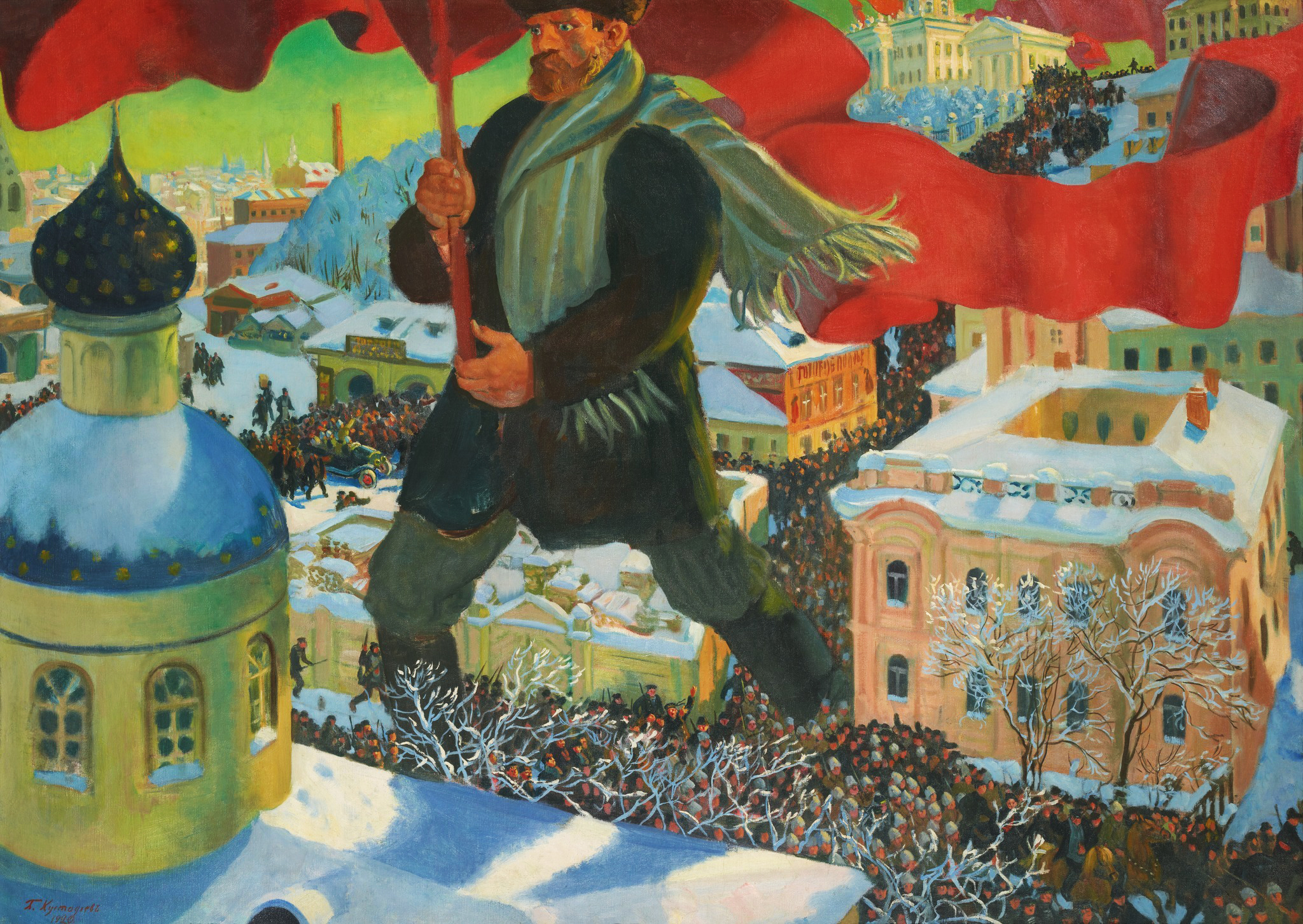
Der Bolschewik (Ölgemälde von Boris Kustodijew; 1920)

Die Bolschewiki übernahmen die Kontrolle und begannen, die ersten Personen hinzurichten. Auch Savary rechnete mit seinem Tod. Seine Hauptsorge war, dass er schwach werden könne; er konnte nicht einschätzen, ob das eigene zu erwartende Leid und das Miterleben atheistisch motivierter Gewalt ihn beugen werde. Er beriet sich mit einem alten Kirchenvormund, einem lettischen Bauern, darüber, bis zu welchem Punkt aus einer evangelischen Position heraus Anordnungen der Bolschewiki bezüglich kirchlicher Angelegenheiten befolgt werden dürfen. Es gelang ihnen, die Erlaubnis zu erwirken, an Sonn- und Feiertagen Gottesdienste abhalten zu können. Sogar die Kommunisten in Loddiger hielten zu dem Pastor.
Savary wurde schließlich von Bolschewiki, die von außerhalb kamen, am 10. April 1919 festgenommen. Auch seine Frau und sämtliche deutsch-baltischen Gemeindemitglieder wurden inhaftiert. Welche Rolle der Pastor für seine Mitgefangenen in Segewold spielte, spiegelt ein Zitat eines deutschen Kolonisten, der mit ihm zusammen verhaftet wurde: „Wir lebten wie in einer Kirche.“
Am 13. April, seinem Geburtstag, erhielt Savary ein besonderes Geschenk: Seine Frau wurde aus der Haft entlassen. Er sagte ihr:

„Wir wollen Treue halten.“

Es sollten seine letzten Worte an seine Frau werden, die er nicht mehr wiedersah. Savary wurde in das Rigaer Zentralgefängnis verlegt, wo auch die Pastoren Erhard Doebler, August Eckhardt, Alfred Geist, Hermann Bergengruen und Theodor Hoffmann inhaftiert waren, ebenso wie alle Geiseln der Bolschewiki.
Für den 1. Mai 1919 erwarteten die Gefangenen eine Amnestie, die aber ausblieb. Sie waren zwischen Hoffnung und Schicksalsergebenheit hin- und hergerissen.
Savary gehörte zu den vielen Gefangenen, die sich mit Fleckfieber infizierten. Am 21. Mai wurde seine Verlegung in das Lazarett beschlossen. Es sollte nicht mehr dazu kommen.
Am 22. Mai stand das Gefängnis kurz vor der Erstürmung durch einen Stoßtrupp der Baltischen Landeswehr, wovon die Gefangenen nichts wussten. Kurz vor dem Rückzug der Bolschewiki aus Riga wurden der schwer fieberkranke Savary und 32 Mitgefangene (siehe die untenstehende Liste) am Nachmittag aus ihren Zellen geführt. Sie wurden in geordnetem Zug durch die langen Korridore unter schwerer Bewachung auf den Gefängnishof gebracht. Dort hatten Soldaten der Roten Armee, welche die Wachmannschaft bildeten, Aufstellung genommen, und erschossen nun alle Hinausgeführten.
Sofort danach flohen die Soldaten und Kommissare. Wenig später bahnte ein Panzerwagen der Landeswehr sich den Weg zum Gefängnis; die Verwandten der Gefangenen folgten ihm in den Hof. Sie waren erschüttert von dem Anblick, der sich ihnen bot.